# The Paradox of American Power
The Paradox of American Power est un livre écrit par le théoricien des relations internationales et professeur émérite de relations internationales à l'Université Harvard Joseph Nye, publié en 2002 par Oxford University Press.

## Thèse de l'ouvrage

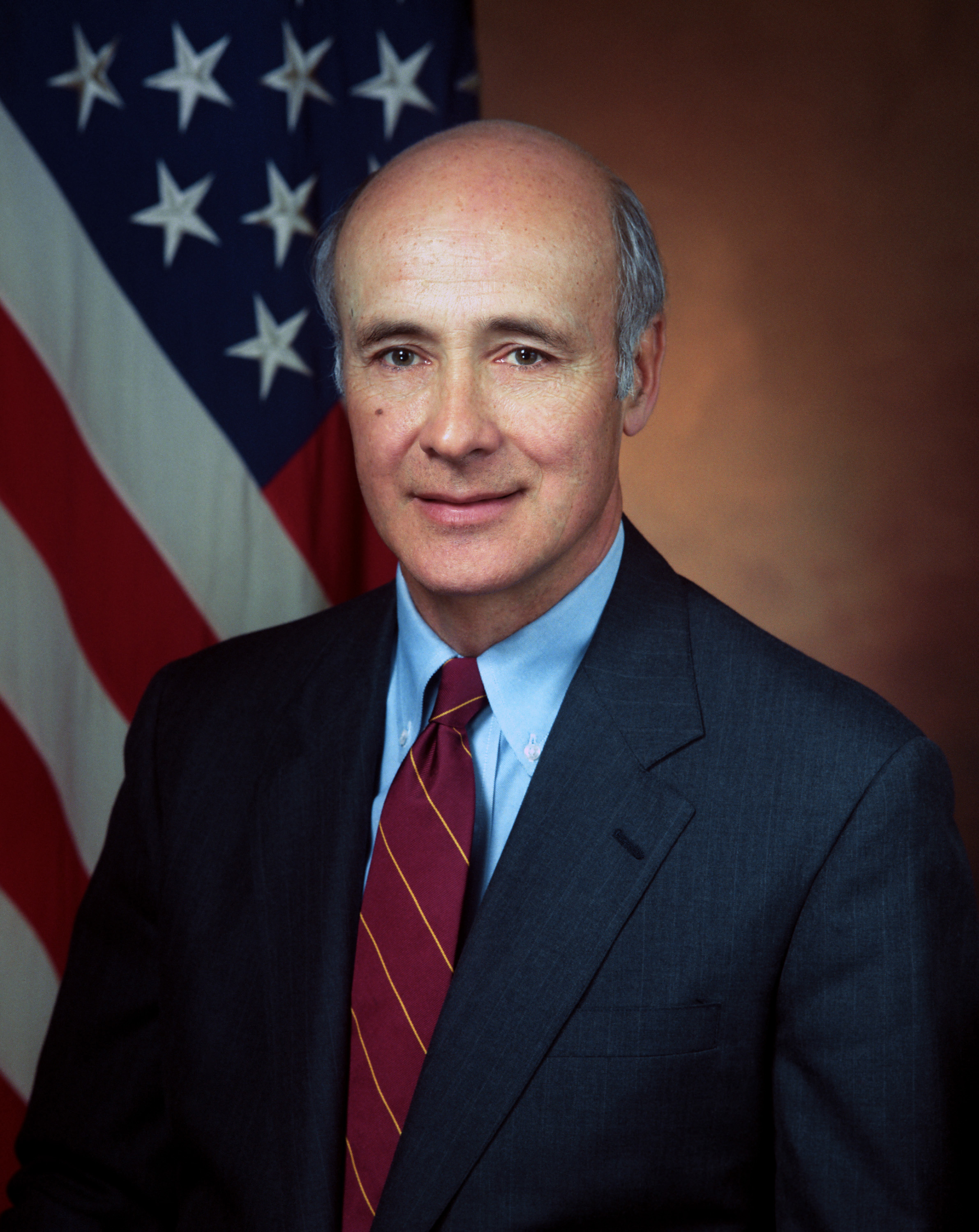
Portrait du Professeur Joseph S. Nye, Jr., qui a occupé le poste d'assistant au Secrétaire à la Défense pour les enjeux de sécurité internationaux sous Clinton.

Selon Nye, une nation n'a jamais eu autant de pouvoir culturel, économique et militaire que celui dont jouissent actuellement les États-Unis d'Amérique. Pourtant, dans le même temps, une nation n'a jamais été aussi interdépendante avec le reste du monde. Nye décrit le "hard" and "soft" power (traduisible en français par la « manière douce » ou le « pouvoir de convaincre ») et affirme que le maintien et la maximisation du soft power sont fondamentaux pour que les États-Unis restent le leader mondial. Nye affirme que la Chine, le Japon, l'Inde, la Russie et l'Union européenne ont les conditions préalables nécessaires pour devenir des superpuissances.
Joseph Nye écrit également sur l'intervention humanitaire dans les conflits à travers le monde, sur le multilatéralisme et l'unilatéralisme ainsi que sur la participation de l'opinion publique américaine dans la politique étrangère américaine. Nye tente de prouver que les États-Unis ont besoin, non seulement d'un "hard" power, mais aussi d'un "soft" power afin de maintenir une position dans les affaires mondiales.